# Monsteroideae
Monsteroideae — підродина квіткових рослин родини ароїдні (Araceae).

## Класифікація
- Триба: Anadendreae
  - Рід: Anadendrum
- Триба: Heteropsideae
  - Рід: Heteropsis
- Триба: Monstereae
  - Роди: Alloschemone - Amydrium - Epipremnum - Monstera - Rhaphidophora - Rhodospatha - Scindapsus - Stenospermation
- Триба: Spathiphylleae
  - Роди: Holochlamys - Spathiphyllum